# エドワード・アダルバート・ドイジー
エドワード・アダルバート・ドイジー（Edward Adelbert Doisy、1893年11月13日 - 1986年10月23日）は、アメリカ合衆国の生化学者。イリノイ州ヒューム生まれ。ビタミンKとその化学構造の発見により、カール・ピーター・ヘンリク・ダムとともに1943年度のノーベル生理学・医学賞を受賞した。
1919年にセントルイス・ワシントン大学生化学科の準教授となる。1923年から1965年までセントルイス大学生化学科の教授を務めた。彼はまた、1930年にアドルフ・ブーテナントとほぼ同時期にエストロンを発見した。彼らはこの物質を別々に発見したが、ブーテナントだけが1939年度のノーベル化学賞を受賞している。1941年ウィラード・ギブズ賞受賞。
彼のノーベル賞受賞を記念して、セントルイス大学生化学科は、E・A・ドイジー部門と名づけられた。